# Helophilus campbelli
Helophilus campbelli är en tvåvingeart som först beskrevs av Miller 1921.  Helophilus campbelli ingår i släktet kärrblomflugor, och familjen blomflugor. Inga underarter finns listade i Catalogue of Life.